# Keiko Nagita
Keiko Nagita (名木田 恵子, Nagita Keiko) és una escriptora toquiota nascuda el 1949, també coneguda pel nom de ploma Kyōko Mizuki (名木田恵子, Mizuki Kyōko) com a cocreadora del manga shōjo Candy Candy junt amb la dibuixant Yumiko Igarashi.
De jove, Nagita volia ser escriptora: influïda per Anne of Green Gables, Pollyanna o A Little Princess, començà a escriure històries per a xiques. als dèsset anys guanyà un premi d'una revista especialitzada en literatura juvenil i, als dèneu, publicà la primera novel·la, de resultes de la qual rebé una oferta d'un editor de manga per a escriure guions: «Estaria bé que escrigueres un guió de manga de l'estil d'eixes novel·les que t'agraden, com Anna de les teules verdes, Daddy Long Legs o Princesa Sarah.»
L'editor també li presentà Yumiko Igarashi amb la idea que col·laboraren: Igarashi fins llavors no havia dibuixat cap de manga ambientat en l'estranger, però féu lliga amb Nagita i obtingueren molta nomenada amb la publicació de Candy Candy (キャンディ・キャンディ, Kyandi Kyandi) entre 1975 i 1979 en la revista Nakayoshi, recopilada en nou volums tankōbon i adaptada a l'anime (en una sèrie de televisió i una pel·lícula) per Toei Animation i en tres novel·les publicades per Kōdansha amb l'argument reescrit per la mateixa Nagita, tot amb el pseudònim de Kyōko Mizuki.
Després de Candy Candy, Nagita reprengué la seua vocació de novel·lista i publicà diverses obres del mateix estil. L'èxit continuat de les reemissions de l'anime afavoriren una altra pel·lícula el 1992 i la producció continuada de merxandatge i d'art original, fins que l'any 1998 Igarashi i Nagita s'enfrontaren judicialment pels drets de la franquícia, ja que la primera se'ls havia atribuït en exclusiva, però tres senténcies consecutives donaren la raó a Nagita quant a la compartició dels drets i permisos d'explotació, entre els quals el dret a novel·lar la sèrie sense permís d'Igarashi o fins i tot a col·laborar amb altres dibuixants. El 2002, Nagita anuncià que treballava en una revisió de la sèrie malgrat el pleit continuat.